# 肯塞特 (愛荷華州)
肯塞特（英語：Kensett）是一個位於美國愛荷華州沃思縣的城市。

## 地理
肯塞特的座標為43°21′14″N 93°12′31″W / 43.35389°N 93.20861°W，而該地的平均海拔高度為371米（即1217英尺）。

## 人口
根據2010年美國人口普查的數據，肯塞特的面積為3.96平方千米，當中陸地面積為3.96平方千米，而水域面積為0.00平方千米。當地共有人口266人，而人口密度為每平方千米67人。